# Липница (Софийская область)
Липница (болг. Липница) — село в Болгарии. Находится в Софийской области, входит в общину Ботевград. Население составляет 131 человек (2022).

## Политическая ситуация
Липница подчиняется непосредственно общине и не имеет своего кмета.
Кмет (мэр) общины Ботевград — Георги Цветанов Георгиев (коалиция партий:гражданский союз за новую Болгарию, национальное движение «Симеон Второй» (НДСВ), Болгарская социал-демократия (БСД)) по результатам выборов в правление общины.

## Достопримечательности
В селе Липица имеется 30 пещер.